# 至道流星
至道 流星（しどう りゅうせい、1976年12月 - ）は、日本の小説家。2009年8月、『雷撃☆SSガール』（講談社BOX）でデビューした。

## 略歴
デビュー作の『雷撃☆SSガール』は、講談社BOX主催の第7回講談社BOX新人賞“流水大賞”大賞受賞作（同時受賞者は杉山幌とウノサワスバル）。
本業は会社の経営（広告代理業）であり、別名でノンフィクション原稿の執筆や漫画原案などを担当しているが、詳細なプロフィールは明らかにされておらず、またメディアに顔出しで露出する事も無い覆面作家である。

## 作品リスト

### 雷撃☆SSガール
講談社BOX刊、イラスト：MAMI、全3巻。文庫版は星海社文庫刊、イラスト：霜月えいと
- 雷撃☆SSガール （2009年8月、ISBN 978-4-06-283722-4）
  - 【改題】世界征服 （2013年4月 星海社文庫、ISBN 978-4-06-138945-8）
- 神と世界と絶望人間 00-02 〜雷撃☆SSガール2〜 （2010年2月、ISBN 978-4-06-283742-2）
  - 【改題】世界征服2 00-02 （2013年5月 星海社文庫、ISBN 978-4-06-138946-5）
- 神と世界と絶望人間 03-08 〜雷撃☆SSガール2〜 （2010年3月、ISBN 978-4-06-283743-9）
  - 【改題】世界征服2 03-08 （2013年6月 星海社文庫、ISBN 978-4-06-138949-6）

### 羽月莉音の帝国
小学館ガガガ文庫刊、イラスト：二ノ膳、全10巻

### 好敵手オンリーワン
講談社ラノベ文庫刊、イラスト：武藤此史、全5巻
- 好敵手オンリーワン1 （2012年2月、ISBN 978-4-06-375218-2）
- 好敵手オンリーワン2 （2012年6月、ISBN 978-4-06-375241-0）
- 好敵手オンリーワン3 （2012年11月、ISBN 978-4-06-375267-0）
- 好敵手オンリーワン4 （2013年3月、ISBN 978-4-06-375290-8）
- 好敵手オンリーワン5 （2013年8月、ISBN 978-4-06-375318-9）

### 大日本サムライガール
星海社FICTIONS刊、イラスト：まごまご、全9巻

### 東京より憎しみをこめて
星海社FICTIONS刊、イラスト：あき、全3巻
- 東京より憎しみをこめて1 （2013年10月、ISBN 978-4-06-138879-6）
- 東京より憎しみをこめて2 （2013年12月、ISBN 978-4-06-138886-4）
- 東京より憎しみをこめて3 （2015年2月、ISBN 978-4-06-139914-3）

### フォルセス公国戦記
富士見ファンタジア文庫刊、イラスト：Riv、既刊3巻
- フォルセス公国戦記 ‐黄金の剣姫と鋼の策士‐ （2014年11月、ISBN 978-4-04-070380-0）
- フォルセス公国戦記II ‐黄金の剣姫と鋼の策士‐ （2015年2月、ISBN 978-4-04-070381-7）
- フォルセス公国戦記III ‐黄金の剣姫と鋼の策士‐ （2015年6月、ISBN 978-4-04-070609-2）

### 世界創造株式会社
星海社FICTIONS刊、イラスト：はしま、既刊2巻
- 世界創造株式会社1 （2015年8月、ISBN 978-4-06-139921-1）
- 世界創造株式会社2 （2015年10月、ISBN 978-4-06-139925-9）

### 一條明日菜の地球連合
ファミ通文庫刊、イラスト：さくらねこ
- 一條明日菜の地球連合 （2016年5月、ISBN 978-4-04-734179-1）

### 勇者の武器屋経営
星海社FICTIONS刊、イラスト：maruco、全3巻
- 勇者の武器屋経営1 （2017年5月、ISBN 978-4-06-139969-3）
- 勇者の武器屋経営2 （2017年9月、ISBN 978-4-06-510401-9）
- 勇者の武器屋経営3 （2017年11月、ISBN 978-4-06-510766-9）

### その他
- 雅の婚カツ戦争 （2011年2月、幻狼ファンタジアノベルス、イラスト：上条衿、ISBN 978-4-344-82166-8）
- 朝霧ちとせはへこたれない 売れないアイドル活動日誌 （2014年9月、富士見L文庫、イラスト：ヤマウチシズ、ISBN 978-4-344-82166-8） ※大日本サムライガールのスピンオフ小説
- 破滅軍師の賭博戦記 幼き女王は賽を投げる （2016年9月、NOVEL 0、イラスト：土林誠、ISBN 978-4-04-256029-6）
- リアル人生ゲーム完全攻略本（2017年10月、ちくまプリマー新書、ISBN 978-4-48-068989-4） ※架神恭介と共著
- 俺が大統領になればこの国、楽勝で栄える アラフォーひきこもりからの大統領戦記（2017年10月、NOVEL 0、イラスト：睦茸、ISBN 978-4-04-256058-6）